# Tanja Bruske

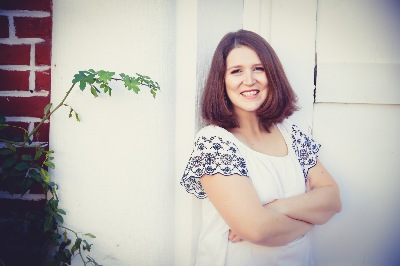
Tanja Bruske (2018)

Tanja Monique Bruske-Guth, auch bekannt unter ihrem Pseudonym Lucy Guth, (* 23. November 1978 in Hanau) ist eine deutsche Phantastik-Autorin und Journalistin.

## Leben
Tanja Bruske wuchs in Marköbel bei Hanau auf, wo sie auch heute lebt.
Sie besuchte die Otto-Hahn-Schule in Hanau, wo sie 1998 ihr Abitur machte, und studierte anschließend bis 2002 Germanistik und Theater-, Film und Medienwissenschaften an der Goethe-Universität in Frankfurt am Main. Ihre Magisterabschlussarbeit schrieb sie zum Thema Pen & Paper-Rollenspiele.
Bereits während ihres Studiums sammelte sie Praxiserfahrung als Journalistin, u. a. bei Hit Radio FFH und RTL. Nach ihrem Studium volontierte sie bei der Gelnhäuser Neuen Zeitung, wo sie bis heute arbeitet.
Bruske ist Mitglied im Deutschen Journalisten-Verband.

## Werk
Tanja Bruske schreibt bereits seit dem Grundschulalter. Ihr erster Fantasyroman Das ewige Lied erschien 2007, nachdem sie damit den Wettbewerb Hessens verheißungsvollstes Manuskript des Radiosenders FFH gewonnen hatte.
Mit der Kinzigtal Trilogie schrieb Bruske von 2013 bis 2017 drei Mystery-Krimis, die in ihrer Heimatregion, dem Main-Kinzig-Kreis, spielen. Seit 2019 erscheinen ihre historischen Fantasyromane der Schlüssel der Zeit-Reihe, welche auf 18 Bände konzipiert ist, die jeweils eine Geschichte aus einem Ort des Main-Kinzig-Kreises erzählen. Im Frühjahr 2024 erschien der siebte Band der Reihe.
Seit 2014 ist Bruske unter ihrem Pseudonym Lucy Guth als Science-Fiction-Autorin aktiv und hat bis dato 62 Heftromane, teilweise in Zusammenarbeit mit anderen Autoren, für verschiedene Serien geschrieben; darunter Maddrax und Perry Rhodan.
Bruske hat fünf Theaterstücke geschrieben und veröffentlicht.

## Auszeichnungen
2018 wurde Tanja Bruske im Rahmen des Eggenburger Mittelalterfestes für ihre Novelle Der Henker und die Hexe zur Stadtschreiberin von Eggenburg gekürt.

## Bibliographie

### Wissenschaftliche Arbeiten
- Die Fantasy-Rollenspiele „Das Schwarze Auge“ und „Advanced Dungeons and Dragons“ als Medienverbundangebote. Grin Verlag, München 2002, ISBN 978-3-640-35495-5.

### Einzelromane
- Das ewige Lied. Mainbook Verlag, Frankfurt am Main 2016, ISBN 978-3-946413-02-8.

### Kinzigtal Trilogie
- Leuchte. Mainbook Verlag, Frankfurt am Main 2013, ISBN 978-3-944124-03-2.
- Tod am Teufelsloch. Mainbook Verlag, Frankfurt am Main 2015, ISBN 978-3-944124-85-8.
- Fratzenstein. Mainbook Verlag, Frankfurt am Main 2017, ISBN 978-3-946413-85-1.

### Schlüssel der Zeit-Reihe
- Der Ruf der Schlösser. Mainbook Verlag, Frankfurt am Main 2019, ISBN 978-3-947612-34-5.
- Der Hexer von Bergheim. Mainbook Verlag, Frankfurt am Main 2019, ISBN 978-3-947612-35-2.
- Das Geheimnis der Kommende. Mainbook Verlag, Frankfurt am Main 2019, ISBN 978-3-947612-36-9.
- Der Fuchs und der Räuber. Mainbook Verlag, Frankfurt am Main 2020.
- Antoniusfeuer. Mainbook Verlag, Frankfurt am Main 2020.
- Der Besuch des Präsidenten. Mainbook Verlag, Frankfurt am Main 2021.
- Schlüssel der Zeit 2. Mainbook Verlag, Frankfurt am Main 2021, ISBN 978-3-948987-03-9. (gedruckter Sammelband der zuvor nur als E-Book erschienenen Teile 4 bis 6)
- Die Rose der Gräfin. Mainbook Verlag, Frankfurt am Main 2024. ISBN 978-3-911008-02-0.

### Heftromane (als Lucy Guth)
- Maddrax: Seit Ausgabe #372 (2014) Mitarbeit an insgesamt 31 Heften, zuletzt Band #633 (Stand Juli 2024).[6]
- Perry Rhodan Neo: Seit Ausgabe #201 (2019) Mitarbeit an insgesamt 23 Heften, zuletzt Band #335 (Stand Juli 2024).[7][veraltet]
- Perry Rhodan, Miniserie Wega, Nr. 10: Finale auf Tramp (2021)
- Perry Rhodan, Miniserie Atlantis, Nr. 2: Festung Arkonis (2022)
- Perry Rhodan, Miniserie Atlantis, Nr. 8: Quartams Opfer (2022)
- Perry Rhodan, Miniserie Atlantis 2, Nr. 5: Das Tyler-Experiment (2023)
- Perry Rhodan, Miniserie Atlantis 2, Nr. 7: Rebellenkind (2023)
- Perry Rhodan, Miniserie Atlantis 2, Nr. 11: Der lange Weg des Ritters (2023)
- Perry Rhodan, Miniserie Androiden, Nr. 8: Falle für die Posmi (2024)
- Perry Rhodan, Miniserie Kartanin, Nr. 7: Der Fall des Despoten (2025)
- Perry Rhodan, Miniserie Kartanin, Nr. 10: Der Inkubator (2025)
- Deinoid (Band 6): Silla. Verlag Peter Hopf, Petershagen 2017, ISBN 978-3-86305-241-6.

### Kurzgeschichten (Auswahl)
- Männerjagd in Das letzte Date: Liebe, Lust & Leichen. Moenus Verlag, 2016, ISBN 978-3-00-053304-4.
- Raben-Stephan & Co. (Sammlung), Mainbook Verlag, Frankfurt am Main 2021, ISBN 978-3-948987-43-5